# Rocco
Rocco är ett italienskt mansnamn.

## Personer med namnet
- Rocco Siffredi (1964–), en italiensk skådespelare, regissör och producent av porrfilm
- Rocco Ritchie (2000–), en son till Guy Ritchie och Madonna
- Rocco Buttiglione (1948–), en italiensk politiker
- Francis "Rocco" Prestia (1951–), en amerikansk funkbasist
- Rocco – en bekännare och ett helgon inom Romersk-katolska kyrkan, se Rochus